# Frullaniaceae

## Diversidade taxonômica
A Família Frullaniaceae foi descrita pela primeira vez em 1822 e atualmente se conhecem cerca de  573 espécies distintas classificadas em um único gênero: Frullania Raddi. 
As Frullanias são avasculares estão entre as briófitas classificadas como hepáticas. Quanto a sua linhagem monofilética estão dentro da divisão Chlorophyta e da classe taxonômica Embryopsida, apresentando gametófitos que podem ser folhosos ou talosos, achatados dorsoventralmente, rizoides unicelulares e com esporófitos aclorofilados, cápsulas sem estômatos, com deiscência em quatro valvas longitudinais e elatérios. 
Gêneros Fósseis: Existem estudos que apontam a provável existência de mais dois gêneros da Família Frullaniaceae extintos, por conta de sua fossilização e preservação em âmbar, foi possível analisá-los no ano de 2011 e 2017, respectivamente, são eles:
- Kaolakia Heinrichs [2]: A amostra de planta preservada em âmbar foi encontrada no Alasca; data do período cretáceo, mais especificamente o cenomaniano há mais de 93 milhões de anos atrás, algumas de suas semelhanças com a Família estão representadas por seu perianto em formato de bico e folhas achatadas que se sobrepõem ao longo de seu caule, essa formação de ramos é comumente denominado íncubos, no caso formando folhas complexo bilobadas, possibilitando reservas de água.
- Protofrullania Heinrichs[3] : Encontrada dentro de um âmbar em Mianmar, datada no período cretáceo, entre o albiano e o cenomaniano, algumas de suas características destacáveis são ramos íncubos, com a presença de rizóides em suas folhas inferiores. Na amostra foram encontradas cascas de árvore presas aos rizóides da planta, o que indica ser um gênero de plantas epífitas.

## Morfologia
Essas plantas são identificadas por possuírem coloração enegrecida, avermelhada ou verde. Apresenta filídios com lobos, semelhantes a “sacos de água”.  Os lóbulos são importantes estruturas adaptadas para a retenção de água e estão presentes  na parte inferior das folhas (PURI apud LIMA, 2019).  Possuem hábitos epífitos estando geralmente aderida a rochas e substratos e ocorrendo principalmente trópicos, ocupando florestas tropicais e subtropicais e em regiões temperadas.
Possuem ramos prostrados, pinados, bipinados ou tripinados, filídios íncubos, conduplicados (divididos em um lobo dorsal e lóbulo ventral menor), lóbulos generalmente sacados (raro laminados) e  com estilete presente entre o lóbulo e o caulídio, e perianto tarete e pluriplicados.  Os estiletes podem ser filiformes, em formato de filamento unisseriado ou apresentarem forma foliar dependendo do subgênero. 
Uma característica interessante no gênero Frullania Raddi é a diferenciação na forma de seus lóbulos e células de acordo com a região em que as espécies se desenvolvem, espécies adaptadas a locais úmidos apresentam paredes celulares pouco espessas e lóbulos laminares ou sacados, no caso de climas quentes, os lóbulos apresentam aspecto galeado, ou seja, em forma de capacete (BERGHEN apud LIMA, 2019).

## Relações Filogenéticas
As Frullaniaceae estão classificadas como Briófitas, sendo essas plantas terrestres avasculares que compartilham ancestralidades com as algas verdes. As briófitas estão distribuídas em  três grupos monofiléticos: as Bryophytas, que inclui os musgos, Anthocerotophyta, que inclui os antóceros e por fim, as Marchatiophyta, comumente conhecidas como hepáticas. Sendo esse o caso das Frullaniaceae.                                                                                                            

## Histórico taxonômico
A família foi descrita pela primeira vez em 1822 onde foram incluídas duas espécies Fullania tamarisci (L.) Dumort e Frullania dilatata (L.) Dumort. Em 1884, novos estudos, o gênero passou por uma nova divisão em seis novos subgêneros baseado no formato dos lóbulos, ramificações e perianto.  
Ao longo dos anos, novos subgêneros foram sendo adicionados ao gênero Frullania por alguns autores, como por exemplo subg. Sacoophora Verdoorn, subg. Australles Hatt., subg. Diversitextae Hatt., subg. Fusiorielligerae Hatt., subg. Huerlimannia Hatt., entre outros. Também foram descobertas novas características morfológicas e novos aspectos relacionados à sistematização das Frullaniaceae. Isso possibilitou que fosse feita uma nova reorganização do Gênero mais próxima com o que conhecemos hoje..  A princípio o gênero Frullania foi tratado como sendo pertencente à família Jubulaceae H. Klinggr devido a semelhança com a divisão dos filídios no lobo, lobo multiforme e estilete.  Entretanto, estudos moleculares indicaram a divisão dessas duas famílias enquanto independentes entre si Frullaniaceae e Jubulaceae. 

## Lista de espécies brasileiras
No Brasil, a família Frullaniaceae está representada por 40 espécies, sendo destas 6 espécies endêmicas.  Listas abaixo estão:
- 38 espécies catalogadas por Costa & LUIZI-PONZO (2010)[7], com a atualização do estado Amapá nas espécies Frullania subtilissima,  Frullania gibbosa e Frullania vitalii por Oliveira-da-silva & Macedo (2021)[8].
- Uma espécie, Frullania amazonica, registrada por Lima (2020)[9]
- Uma espécie, Frullania curvilobula, registrada por Schaefer-verwimp (2012)[10]

1. Frullania amazonica Lima - Distribuição: Nativa, endêmica;
2. Frullania apiculata (Reinw. et al.) Nees - Distribuição: nativa; não endêmica; Norte (PA, AM), Nordeste (PE, BA), Centro-Oeste (GO, DF), Sudeste (SP, RJ); Amazônia, Cerrado, Mata Atlântica
3. Frullania arecae (Spreng.) Gottsche - Distribuição: nativa; não endêmica; Norte (RR, AC), Nordeste (BA, SE), Centro-Oeste (MT, GO, DF), Sudeste (MG, ES, SP, RJ), Sul (PR, RS); Cerrado, Mata Atlântica
4. Frullania atrata (Sw.) Nees Distribuição: nativa; não endêmica; Norte (PA, AM), Nordeste (PE, BA), Sudeste (MG, SP, RJ), Sul (PR, SC); Amazônia
5. Frullania beyrichiana (Lehm. & Lindenb.) Lehm. & Lindenb. - Distribuição: nativa; não endêmica; Norte (PA, AC), Nordeste (PE, BA), Centro-Oeste (MT, GO), Sudeste (MG, ES, SP, RJ), Sul (RS); Amazônia, Cerrado, Mata Atlântica
6. Frullania brachycarpa Spruce - Distribuição: nativa; não endêmica; Sudeste (RJ); Mata Atlântica
7. Frullania brasiliensis Raddi - Distribuição: nativa; não endêmica; Nordeste (CE, PE, BA), Centro-Oeste (GO), Sudeste (MG, ES, SP, RJ), Sul (SC, RS); Cerrado, Mata Atlântica
8. Frullania breuteliana Gottsche - Distribuição: nativa; não endêmica; Nordeste (PE), Sudeste (SP, RJ), Sul (RS); Mata Atlântica
9. Frullania caulisequa (Nees) Nees - Distribuição: nativa; não endêmica; Norte (RR, PA, AC), Nordeste (CE, PB, PE, BA, AL, SE), Centro-Oeste (MT, GO, DF), Sudeste (MG, ES, SP, RJ), Sul (SC, RS); Amazônia, Caatinga, Cerrado, Mata Atlântica, Pampa
10. Frullania curvilobula Schaefer-verwimp (SCHAEFER-VERWIMP & PERALTA, 2012) - Distribuição: Nativa.
11. Frullania confertiloba Steph. - Distribuição: nativa; não endêmica; Nordeste (BA), CentroOeste (MS); Mata Atlântica, Pantanal
12. Frullania cuensensis Taylor - Distribuição: nativa; não endêmica; Sudeste (RJ); Mata Atlântica
13. Frullania dusenii Steph. - Distribuição: nativa; não endêmica; Norte (RR), Nordeste (PE, SE), Sudeste (ES, SP, RJ), Sul (SC, RS); Amazônia, Mata Atlântica
14. Frullania ecklonii (Spreng.) Gottsche et al. - Distribuição: nativa; não endêmica; Norte (AC), Centro-Oeste (GO, DF), Sudeste (MG, SP, RJ); Amazônia, Cerrado, Mata Atlântica
15. Frullania ericoides (Nees) Mont. - Distribuição: nativa; não endêmica; Norte (PA, AM, AC), Nordeste (MA, CE, PB, PE, BA, AL, SE), Centro-Oeste (MT, GO, DF, MS), Sudeste (MG, ES, SP, RJ), Sul (PR, SC, RS); Amazônia, Caatinga, Cerrado, Mata Atlântica, Pampa, Pantanal
16. Frullania flexicaulis Spruce - Distribuição: nativa; não endêmica; Sudeste (SP), Sul (SC); Mata Atlântica
17. Frullania gaudichaudii (Nees & Mont.) Nees & Mont. - Distribuição: nativa; não endêmica; Centro-Oeste (MT), Sudeste (RJ); Cerrado, Mata Atlântica
18. Frullania gibbosa Nees - Distribuição: nativa; não endêmica; Norte (RR, PA, AM, AC), Nordeste (PB, PE, BA), Centro-Oeste (MT, GO, DF, MS), Sudeste (MG, ES, SP, RJ), Sul (SC); Amazônia, Caatinga, Cerrado, Mata Atlântica, Pantanal
19. Frullania glomerata (Lehm. & Lindenb.) Mont. - Distribuição: nativa; não endêmica; Nordeste (MA, CE, BA), Centro-Oeste (MT, GO, DF, MS), Sudeste (MG, ES, SP, RJ), Sul (PR, RS); Caatinga, Cerrado, Mata Atlântica, Pantanal
20. Frullania griffithsiana Gottsche - Distribuição: nativa; endêmica; Nordeste (BA), Sudeste (MG, ES, SP), Sul (RS); Mata Atlântica
21. Frullania guadalupensis Gottsche ex Steph. - Distribuição: nativa; não endêmica; Sudeste (SP), Sul (RS); Mata Atlântica
22. Frullania intumescens (Lehm. & Lindenb.) Lehm. & Lindenb. Referência: Stotler, R.E. 1969. Nova Hedwigia 18(2-4): 397-555. - Distribuição: nativa; não endêmica; Sudeste (MG, RJ); Mata Atlântica
23. Frullania involuta Hampe ex Steph. - Distribuição: nativa; não endêmica; Sudeste (SP); Mata Atlântica
24. Frullania kunzei (Lehm. & Lindenb.) Lehm. & Lindenb. - Distribuição: nativa; não endêmica; Norte (RR, PA, AM, AC), Nordeste (CE, PB, PE, BA, SE), Centro-Oeste (MT, GO, DF), Sudeste (MG, ES, SP, RJ), Sul (PR, RS); Amazônia, Cerrado, Mata Atlântica, Pantanal
25. Frullania lindenbergii Lehm. - Distribuição: nativa; não endêmica; Sudeste (MG), Sul (RS); Mata Atlântica
26. Frullania lindmanii Steph. - Distribuição: nativa; endêmica; Sudeste (SP), Sul (RS); Mata Atlântica
27. Frullania montagnei Gottsche - Distribuição: nativa; não endêmica; Norte (AM), Sudeste (MG, RJ), Sul (RS); Amazônia, Mata Atlântica
28. Frullania neurota Taylor - Distribuição: nativa; não endêmica; Sul (RS); Mata Atlântica
29. Frullania nodulosa (Reinw. et al.) Nees - Distribuição: nativa; não endêmica; Norte (RR, PA, AM, AC), Nordeste (PB, PE, BA, SE); Amazônia, Mata Atlântica
30. Frullania platycalyx Herzog - Distribuição: nativa; não endêmica; Norte (PA), Sul (PR, SC, RS); Mata Atlântica
31. Frullania riojaneirensis (Raddi) Spruce - Distribuição: nativa; não endêmica; Norte (PA), Nordeste (CE, PB, PE, BA, SE), Centro-Oeste (MT, GO, DF, MS), Sudeste (MG, ES, SP, RJ), Sul (PR, RS); Amazônia, Cerrado, Mata Atlântica, Pantanal
32. Frullania schaefer-verwimpii Yuzawa & Hatt. - Distribuição: nativa; endêmica; Sudeste (SP, RJ); Mata Atlântica
33. Frullania semivillosa Lindenb. & Gottsche - Distribuição: nativa; não endêmica; Sudeste (SP, RJ), Sul (PR); Domínio desconhecido
34. Frullania serrata Gottsche - Distribuição: nativa; não endêmica; Sul (RS); Mata Atlântica
35. Frullania setigera Steph. - Distribuição: nativa; não endêmica; Sudeste (MG, ES, SP, RJ), Sul (PR, SC, RS); Mata Atlântica
36. Frullania speciosa Herzog - Distribuição: nativa; não endêmica; Domínio desconhecido
37. Frullania subtilissima (Mont.) Lindenb. - Distribuição: nativa; não endêmica; Norte (PA, AM), Nordeste (PE); Amazônia, Mata Atlântica.
38. Frullania supradecomposita (Lehm. & Lindenb.) Lehm. & Lindenb. Distribuição: nativa; endêmica; Nordeste (PB), Centro-Oeste (MT, MS), Sudeste (MG, ES, SP, RJ), Sul (RS); Cerrado, Mata Atlântica, Pantanal
39. Frullania triquetra Lindenb. & Gottsche - Distribuição: nativa; não endêmica; Domínio desconhecido
40. Frullania vitalii Yuzawa & Hatt. - Distribuição: nativa; endêmica; Nordeste (BA), Centro-Oeste (MT), Sudeste (MG, SP, RJ), Sul (SC); Cerrado, Mata Atlântica

## Resumo de domínios e estados de ocorrência no Brasil.
As espécies de Frullania estão dispersas por quase todo o Brasil, sendo encontradas nas regiões Norte (Acre, Amazonas, Pará, Roraima); Nordeste (Alagoas, Bahia, Ceará, Paraíba, Pernambuco, Maranhão, Sergipe); Centro-Oeste (Distrito Federal, Goiás, Mato Grosso do Sul, Mato Grosso); Sudeste (Espírito Santo, Minas Gerais, Rio de Janeiro, São Paulo); Sul (Paraná, Rio Grande do Sul, Santa Catarina).
Não há registros de espécies nos estados Tocantins, Rio Grande do Norte, Piauí e Rondônia.
Também estão presentes na maioria dos domínios fitogeográficos brasileiros, possuindo maior incidência na Mata Atlântica, Cerrado e Amazônia. Também é encontrado no Pampa, Pantanal e Caatinga.